# 帯ひろ志
帯 ひろ志（おび ひろし、1959年9月16日 - 2014年8月3日）は、日本の漫画家、イラストレーター。本能 猛（ほんのう たける）名義で成人向け漫画を描いたこともある。
同名の司会者（1957年4月28日生まれ、本名：松葉邦雄）とは、別人。

## 人物
北海道帯広市生まれ、神奈川県育ち。1978年から日本デザイナー学院マンガ科に通い、卒業。社団法人日本漫画家協会会員。既婚。佐藤元とは友人関係。
1979年からアニメーション美術会社でアニメーション背景の仕事に携わった後、1980年埼玉県新座市に引っ越し独立。1982年、集英社の『月刊少年ジャンプ』増刊にて『星の王子さま』でデビューする。
集英社、秋田書店では少年誌、小学館、講談社では主に児童誌で漫画を描いていた。その中で、講談社の『コミックボンボン』で連載されていたがんばれゴエモンシリーズが長期連載となる。
ガンプラに詳しいほか、CGおよび3DCGを扱った作画合成も得意である。
作品内にお色気シーンが非常に多いことでも知られ、特にゲーム『がんばれゴエモン』シリーズのコミカライズ作品群や『やわらか忍法SOS』ではそれが顕著である。また、秋田書店で執筆していた『ミラクル・ランジェリー』ではかなり直接的で過激な描写も多く、ネットオークション等では一時プレミアがつくほどの人気となった。『ミラクル…』は2009年ホーム社発行・集英社発売で20年ぶりに復刊を果たし、現在は『やわらか…』と共にWebサイト「マンガ図書館Z」にて全巻が無料公開されている。
2007年から東京工学院専門学校マンガ科講師、2008年10月から社団法人日本漫画家協会広報、2009年2月から北海道マンガ研究会顧問、2010年9月から講談社フェーマススクールズマンガ専科インストラクター、2013年から中央美術学園マンガコース講師も担当している。マンガスクール中野マンガキャラ少年系講師なども務める。
2007年8月31日、脳梗塞で倒れ入院し、糖尿病も発覚する。9月8日に退院。低血糖などで仕事の能率が下がるなど若干の後遺症は残ったものの、幸い利き腕に大きなダメージは無く精力的に仕事を続けた。
2014年8月2日夕方、突然脳幹出血を発症して倒れ緊急入院。手術が行われたが翌8月3日午前7時40分、入院先の病院で死去。満54歳没。相模原市在住だった。当時、かつて手掛けたがんばれゴエモンシリーズのコミックの復刊計画が進められていたのだが、急死によって第1弾である『ゆき姫救出絵巻』のみで終わる事態となってしまっていた。
2024年2月8日より、がんばれゴエモンシリーズは各単行本の電子書籍版が配信開始。当初は『天下の財宝編』とオリジナルの『地獄編』は未配信だったが、2025年1月20日より配信開始が発表された。

## 作品

### 帯ひろ志名義
- バトルメンカー竜
- 星の王子さま
- がんばれゴエモンシリーズ（すべて講談社刊）
  - がんばれゴエモン〜ゆき姫救出絵巻〜 全3巻（1991年8月号 - 1993年4月号）
  - がんばれゴエモン地獄編 全2巻 - 原作ゲームの無いオリジナル
  - がんばれゴエモン外伝2〜天下の財宝〜 全4巻
  - がんばれゴエモン2 奇天烈将軍マッギネス 全2巻（1993年6月号 - 1994年8月号）
  - がんばれゴエモン3 獅子重禄兵衛のからくり卍固め 全3巻（1994年9月号 - 1995年10月号）
  - がんばれゴエモン きらきら道中〜僕がダンサーになった理由〜 全3巻（1995年11月号 - 1996年11月号）
  - がんばれゴエモンF〜ふい～ばあ〜 全1巻 - 原作ゲームの無いオリジナル（1996年12月号 - 1997年4月）
  - がんばれゴエモン〜宇宙海賊アコギング〜 全1巻（1997年5月号 - 8月号）
  - がんばれゴエモン〜ネオ桃山幕府のおどり〜 全3巻（1997年9月号 - 1998年9月号）
- スーパーエンジェル 全1巻（集英社刊）
- ミラクル・ランジェリー 全4巻（秋田書店刊）
- ガンプラ甲子園 全4巻（講談社刊）（1998年10月号 - 2000年5月号）
- やわらか忍法SOS 全3巻（講談社刊）（2004年3月号 - 2005年12月号）
- ゾイドバトラー雷牙 全3巻（小学館刊）
- その時歴史が動いた（集英社刊）
  - その時歴史が動いた～戦国編 （『織田信長、桶狭間の戦い』）
  - その時歴史が動いた～幕末編 （『外務大臣・陸奥宗光、不平等条約を改正せよ』）
- にゃにゃんとコタロー!（朝日小学生新聞連載）
  1. 2002年7月 - 8月
  2. 2003年10月 - 2004年3月
  3. 2004年10月 - 2005年3月
- ヤッターマン デンゲキ大作戦（アスキー・メディアワークス「デンゲキニンテンドーDS」2008年5月号 - 2010年）
- ケータイ捜査官7（『ファミ通DS+Wii』のファミ2コミック連載）

### 本能猛名義
- フライング少女ハイ! 全1巻（大陸書房刊）
- アブノーマル千年王国（ミレニアム） 全1巻（一水社刊）
- 真由美ちゃん、大ピンチ! 全1巻（フランス書院コミック文庫刊）

## アシスタント
※すべて過去。
- 杉崎守
- 宮原ナオ
- 和田知